# Millettia bicolor
Millettia bicolor är en ärtväxtart som beskrevs av Stephen Troyte Dunn. Millettia bicolor ingår i släktet Millettia och familjen ärtväxter. Inga underarter finns listade i Catalogue of Life.